# (12520) 1998 HV78
(12520) 1998 HV78 est un astéroïde aréocroiseur découvert en 1998.

## Description
(12520) 1998 HV78 a été découvert le 21 avril 1998 à l'observatoire Magdalena Ridge, situé dans le comté de Socorro, au Nouveau-Mexique (États-Unis), par le projet Lincoln Near-Earth Asteroid Research (LINEAR).

### Caractéristiques orbitales
L'orbite de cet astéroïde est caractérisée par un demi-grand axe de 2,25 UA, un périhélie de 1,59 UA, une excentricité de 0,29 et une inclinaison de 4,80° par rapport à l'écliptique. Du fait de ces caractéristiques, à savoir un demi-grand axe inférieur à 3,2 UA et un périhélie compris entre 1,3 et 1,666 UA, il croise l'orbite de Mars et est classé, selon la JPL Small-Body Database, comme astéroïde aréocroiseur (aréo venant de Arès).

### Caractéristiques physiques
(12520) 1998 HV78 a une magnitude absolue (H) de 14,5 et un albédo estimé à 0,291.